# 新堀江
22°37′24″N 120°18′07″E / 22.6232767°N 120.3018978°E

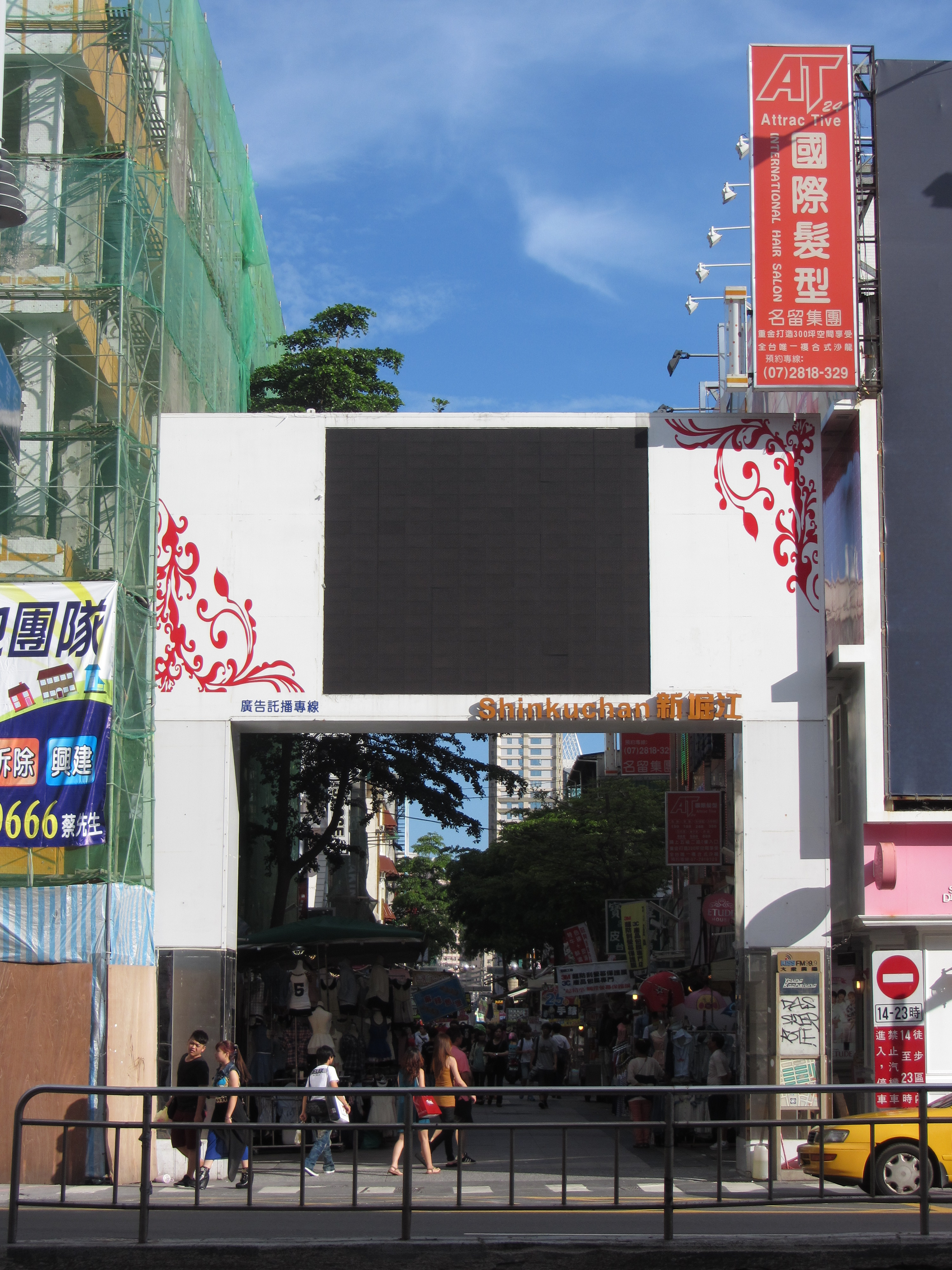
新堀江五福路入口，攝於2013年

新堀江（臺羅：Sin-khut-kang），今常寫作新崛江，位於臺灣高雄市新興區五福二路與中山一路口附近，臨近大統五福店與城市光廊。新堀江的名稱是對應鹽埕區舶來品集散的鹽埕堀江商場而來，後者現在常被稱作舊堀江；該名最早可追溯到1915年日本政府在高雄市所設立的行政區劃之一堀江町（日语：／ horiechō）。
新堀江原本依附於大統百貨商圈，但在大統百貨火災沒落。近來更在政府的支持下，道路舖面翻新，朝向徒步區規劃。
常被誤稱為堀江，真正的堀江位於鹽埕區。

## 新堀江商圈
1988年間新堀江建商劉奕甫於大統百貨商圈以文化路1200坪建地，仿傚日本商店街模式，興建了356間店舖，出租給商家開店，後陸續增建形成現今新堀江商場A、B兩館的型態，每家店舖平均2.2坪，共有288家。

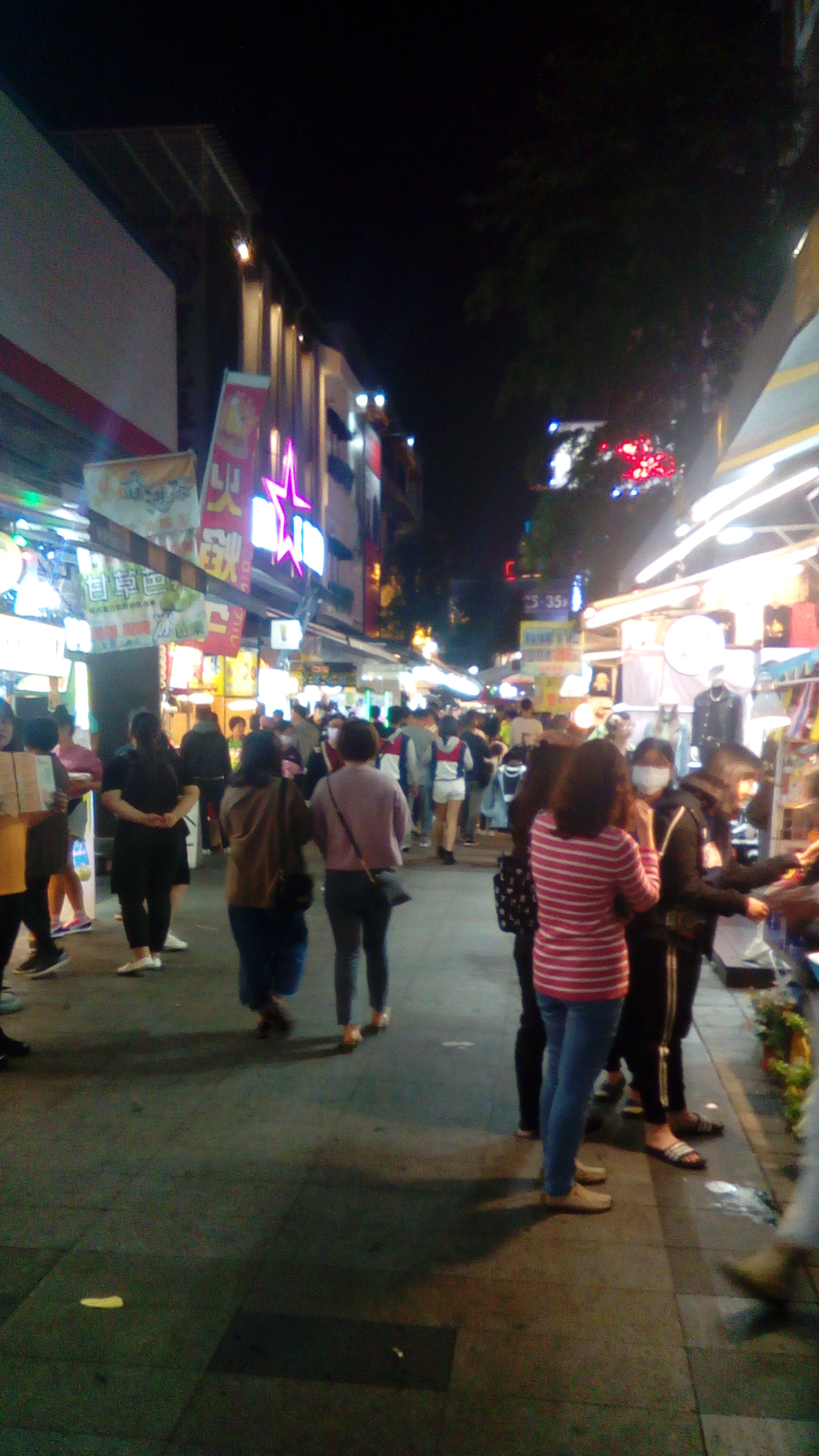
大年初一晚間的新堀江

## 原宿玉竹商圈

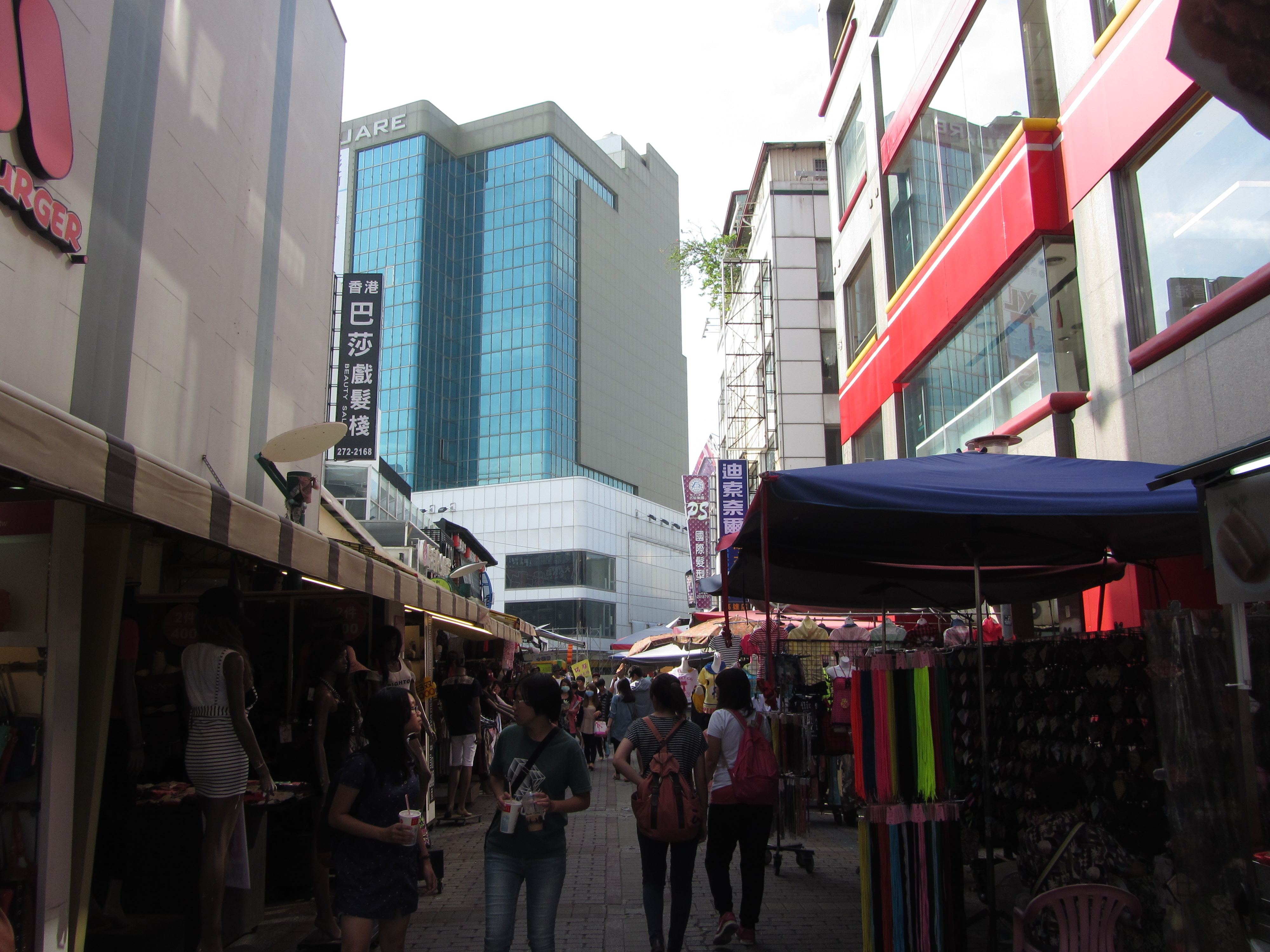
原宿玉竹商圈一景

玉竹街位於舊大統百貨後方，大統百貨開幕帶動了玉竹街的發展，形成另一個小商圈，與新堀江商圈隔著五福二路相望；NOVA資訊廣場及原宿廣場的加入進而吸引大量人潮。1995年大統百貨發生火災，建築物成廢墟，人潮大量流失。
大統百貨完全停擺將近10年後，2005年拆除整修百貨大樓，2006年「大統262」商場開幕，2008年大統262結束營業，2010年又重新定位為餐飲娛樂商場，更名為「大統五福店」重新開幕。
2019年改為「中央公園商圈」。

## 交通
- 高雄捷運紅線中央公園站 2號出口
- 高雄市公車：搭乘12、五福幹線（50）、52、77、小港幹線（69）、72、71、100、218、25、76、8001等公車皆可到達。
- 客運：9117(捷運中央公園站)
- 中山一路
- 五福二路
- 文橫二路
- 新田路

## 相關連結
- 高雄市特色商店街主題網站